# Bolton, Mississippi
Bolton là một thành phố thuộc quận Hinds, tiểu bang Mississippi, Hoa Kỳ. Năm 2010, dân số của thành phố này là 567 người.

## Dân số
- Dân số năm 2000: 629 người.
- Dân số năm 2010: 567 người.